# Christl Haas
Pour les articles homonymes, voir Haas.
Christl Haas (née le 19 septembre 1943 à Kitzbühel et morte le 8 juillet 2001 à Manavgat) est une skieuse alpine autrichienne membre du Kitzbüheler Ski Club.

## Biographie
Christl Haas réalise le doublé en descente : championne du monde en 1962 et championne olympique en 1964.
Elle allume la flamme olympique des Jeux de 1976 à Innsbruck.

## Palmarès

### Jeux olympiques d'hiver
| Épreuve / Édition | Descente | Slalom géant | Slalom |
| JO 1964 Innsbruck | Or       | 4e           | 6e     |
| JO 1968 Grenoble  | Bronze   | —            | —      |

### Championnats du monde
| Épreuve / Édition      | Descente | Slalom géant | Slalom | Combiné |
| Mondiaux 1962 Chamonix | Or       | 12e          | Argent | —       |
| JO 1964 Innsbruck      | Or       | 4e           | 6e     | Argent  |
| Mondiaux 1966 Portillo | 5e       | Abandon      | 24e    | —       |
| JO 1968 Grenoble       | Bronze   | —            | —      | —       |

### Coupe du monde
- Meilleur résultat au classement général : 10e en 1968

#### Saison par saison
- Coupe du monde 1967 :
  - Classement général : 23e
- Coupe du monde 1968 :
  - Classement général : 10e

### Arlberg-Kandahar
- K de diamant
- Vainqueur du Kandahar 1966 à Mürren
  - Vainqueur de la descente 1966 à Mürren
  - Vainqueur du slalom 1966 à Mürren